# Ștefan Golescu

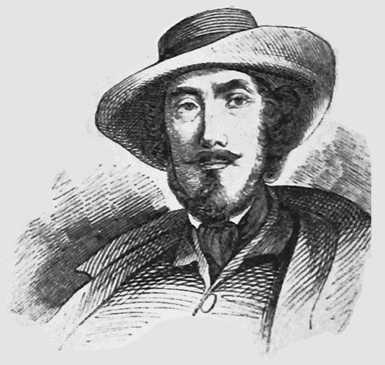
Ştefan Golescu.

Ştefan Golescu (Câmpulung, 1809 - Nancy, 27 de agosto de 1874) fue un político valaco que sirvió como primer ministro de Rumania entre el 26 de noviembre de 1867 hasta el 12 de mayo de 1868.

## Biografía
Ştefan Golescu nació en una familia boyarda de Valaquia. Estudió con sus hermanos Nicolae y Radu en Suiza. Cuando volvió a Valaquia, se unió al ejército valaco y llegó al grado de mayor en 1836. Con su hermano se unió a la Sociedad Filarmónica, una agrupación similar a las francmasonas.
Ştefan se vio envuelto en la Revolución Valaca de 1848, participando en la Proclamación de Islaz el 9 de junio de 1848 y llegando a ser miembro del Gobierno Provisional, sirviendo como ministro de Justicia.
Durante la redacción de la nueva Constitución, Ştefan Golescu apoyó la idea de Nicolae Bălcescu de aplicar el sufragio universal mientras su hermano apoyó una participación electoral menos amplia. Ştefan formó part de la delegación enviada a Estambul para negociar la nueva constitución con el Imperio otomano, el cual controlaba Valaquia.
Ştefan Golescu fue miembro de la Asamblea Valaca que eligió a Alexandru Ioan Cuza como príncipe de Valaquia y Moldavia en 1859. Después, fue miembro del Partido Nacional Liberal de Ion Brătianu y fue durante medio año primer ministro de Rumanía.